# Palaeobalistum goedeli
Palaeobalistum goedeli es una especie extinta de pez con aletas radiadas. Esta especie prehistórica vivió durante el período del Cretácico.

## Descripción
Palaeobalistum goedeli puede alcanzar una longitud de unos 220 milímetros (8,7 pulgadas) y una altura de unos 200 milímetros (7,9 pulgadas). El cuerpo está comprimido lateralmente con un contorno casi circular y un gran hocico.